# Копыловка (Смоленская область)
Копыловка — бывшая деревня в Монастырщинском районе Смоленской области России.
Находилась в 4 верстах восточней современной деревни Родьковка.

## История
В 1978 году ещё существовала, входила в Барсуковский сельсовет Монастырщинского района.
В 1993 году уже считалась, как прекратившая существование деревня Сычёвского сельсовета Монастырщинского района.